# Патриаршая (посёлок)
Патриаршая — посёлок в сельском поселении Донской сельсовет Задонского района Липецкой области при железнодорожной станции Патриаршая.

## Население
| 2010 |
| ---- |
| 145  |